# Réseau logistique
Le réseau logistique (ou infrastructure logistique) est un ensemble de relations non fortuites liant - au sein d'une seule organisation ou entre différentes organisations- les localisations des diverses activités réparties de l'espace, leur aménagements internes et leurs inter-dépendances.
Son objectif est de déplacer des flux de matières, de services et de ressources pour les acheminer des lieux d'approvisionnement en ressources primaires vers des lieux de production ou des industries de transformation, puis vers les lieux de distribution ou de  consommation. Ces trois lieux sont généralement disjoints et le passage de l'un à l'autre constitue une rupture de charge qui doit être traitée par une action appropriée. Pour ce faire, un réseau logistique est constitué, fait d'un assemblage de procédés et lieux de stockage, de transport d'approche, de transport final et de transmission et de communication d'informations. Ce réseau logistique est aussi un lieu de vie et d'action, source de nombreuses synergies intra et inter-entreprises. 

## Enjeux du réseau logistique
La disjonction des lieux de production, de transformation et de consommation est le résultat de facteurs socio-économiques (en liaison avec les coûts de main d'œuvre), environnementaux (productions d'aliments), géologiques (production de minerais et de roches)… par exemple.
Ainsi, les conditions climatiques permettent de produire certains fruits à un endroit de la planète, mais l'argent disponible et les habitudes de consommation des mêmes produits se trouvent ailleurs ;
Ainsi, le coût de la main d'œuvre et les risques sociaux sont moins élevés dans certains pays, mais les ressources pour acquérir les biens d'équipements qu'ils produisent se trouvent ailleurs.
Ceci justifie qu'il faille transporter les marchandises, du lieu de production, d'abord vers le lieu de transformation, enfin vers le lieu de consommation.
La constitution de stock peut s'appuyer sur différentes raisons :
- La spéculation, c’est-à-dire la volonté d'acheter une marchandise abondante, puis de la revendre en réalisant une plus-value, lorsque s'installera la pénurie (demande supérieure à l'offre) ;
- La stratégie et la politique des états ou des organisations, par exemple, dans leur choix de stocker des carburants, de l'or et toutes denrées décrites comme d'importance stratégique pour la société concernée ;
- Les obligations réglementaires, c’est-à-dire respecter des durées de quarantaines, par exemple, comme dans la production pharmaceutique ou cosmétique ;
- Les contraintes commerciales, comme attendre la venue à maturité d'un fruit, d'une fleur, d'un animal, avant qu'il devienne commercialisable ;
- Les contraintes de production, comme l'obligation de regrouper les différents composants d'un produit fini, avant de procéder à son assemblage ;
- Les nécessités financières, qui tiennent à ce que le transport est plus coûteux s'il est plus fréquent et s'il porte sur des tailles de lots plus petites ; dans ce cas, il convient de vérifier s'il est moins cher de stocker, en construisant des entrepôts et en les faisant fonctionner, ou s'il est moins cher de transporter par lots de production.

## Analyse du Réseau logistique

### Types de flux logistiques

#### flux tendu / flux stocké
Lorsque cette production peut être acheminée directement vers le lieu de consommation, sans constitution de stock, le flux est dit « tendu ». À l'inverse, le flux est dit « stocké ».

#### flux poussé / flux tiré
Si la production décide de la quantité de marchandise transportée, le flux est dit poussé. Au contraire, si la consommation décide de la quantité de marchandise transportée et produite, le flux est dit tiré.

### Modélisation et choix d'un système logistique
La décision de mise en place d'une infrastructure logistique doit prendre en compte les conséquences d'un choix d'implantation de stockage à un endroit ou à un autre.
- Modélisation

Comme les paramètres à prendre en compte sont nombreux et qu'ils ont des conséquences souvent antagonistes, la décision nécessite de construire des modèles, sur lesquels sont simulés des scénarios. Ces scénarios appliqués à ces modèles et à ces maquettes contribuent à déterminer quelle infrastructure logistique sera la plus efficace, c’est-à-dire la moins coûteuse (productivité), la plus fiable (qualité), et la plus sûre (sécurité et sûreté).
- Limites des modèles

Certains des paramètres pris en compte peuvent rester subjectifs. 
Par ailleurs, la décision d'implantation nécessite généralement de simuler l'évolution du système dans le temps, alors que les données politiques et socio-économiques vont évoluer, plus généralement l'environnement (réglementations, coût des carburants, pérennité des marchandises acheminées et de leur marché…). Les modèles qui sont constitués et qui prennent en compte cette notion d'évolution, sont dits prédictifs. 
Tous les modèles décrits qu'ils soient prédictifs ou non sont par conséquent imparfaits.
- Recours à l'expertise

C'est bien l'expérience, l'intuition et l'expertise qui contribueront, sur la base des données reconstituées par les modèles, à prendre la décision « la moins mauvaise », c’est-à-dire à retenir un compromis. Ces travaux et l'aboutissement à cette décision d'implantation mobilisent par conséquent des experts appartenant aux entreprises (bureaux organisation et méthodes), ou qui lui sont extérieurs (conseils en logistique).

### Entrepôts, plates-formes et sites logistiques

#### Typologie
Pour de nombreuses raisons : diversité des filières, destination des entrepôts, vocation domestique ou continentale, vocation industrielle ou commerciale, types de véhicules ou de moyens de transports accueillis…, les caractéristiques des entrepôts (ou plates-formes logistiques) ou des sites logistiques (réunion d'entrepôts) diffèrent largement. Citons par exemple :
- L'entrepôt adossé à son entreprise industrielle (stockage près du lieu de production ou de transformation) ou l'entrepôt implanté loin des lieux de production (destiné à regrouper les productions de plusieurs sites industriels)
- L'entrepôt « de campagne » destiné à collecter des fruits et légumes, et l'entrepôt implanté en zone industrielle, en banlieue, pour alimenter les chaînes commerciales de la grande distribution
- L'entrepôt connecté aux voies de chemin de fer, pour recevoir des trains de marchandises lourdes, l'entrepôt placé au bord d'un canal pour recevoir les transports par voies fluviales, ou l'entrepôt de messagerie destiné à accueillir fréquemment de très nombreuses camionnettes

#### Nombre et dimensions des entrepôts dans un système logistique
La détermination du nombre et de la dimension des entrepôt doit prendre en compte :
- le type des marchandises,
- la durée du stockage,
- les contenants (emballages) utilisés (qui induisent la forme et le poids des objets expédiés)
- les matériels de manutention et de stockage
- la sécurité du site (si on stocke du bois et qu'il y a risque de feux par exemple)

Les différents facteurs évoqués ci-dessus induisent la taille et le nombre d'entrepôts qui devront être construits, pour rendre le système efficace.

##### Influence du délai de livraison
Le délai de livraison (temps alloué à préparer la commande et temps de transport) accordé par le donneur d'ordres (client, actionnaire) et le type de véhicules utilisés pour livrer (temps égal distance divisé par vitesse) permettent de calculer l'espacement le plus grand admissible entre deux entrepôts, et par conséquent, sur une surface finie, le nombre total d'entrepôts à construire.
Plus les délais de livraison sont courts, plus les entrepôts seront nombreux et plus ils seront nombreux, moins ils seront grands, tous autres paramètres restant égaux, par ailleurs.
C'est le cas par exemple, des entrepôts destinés à approvisionner des pièces détachées automobiles s'il existe un délai contractuel de livraison ; c'est aussi des marchandises vendues à distance (vente par correspondance, par Internet et vente à domicile).
Ce type d'entrepôts est généralement mis en place par des prestataires en logistique, ou « logisticiens ».

##### Influence de la taille des commandes ou des productions
Pour tenter de limiter la hausse du prix du transport ramené à la quantité transportée (au poids) ou à la distance parcourue (au kilomètre), le rôle affecté à l'entrepôt sera de « massifier » les flux. Ces entrepôts sont dits « massificateurs ».
La massification peut être réalisée en amont, en affectant aux véhicules d'approvisionnement des fonctions de ramassage (colis, palettes) ou de collecte (liquides alimentaires, farines…). De cette manière, le véhicule collecteur remplace plusieurs véhicules plus petits qui se seraient rendus séparément à l'entrepôt.
La massification peut être réalisée en aval, de la même manière. Elle peut être réalisée simultanément, en amont et en aval.
Le rôle de l'entrepôt sera alors de permettre de limiter le coût des transports, en optimisant leur chargement, donc en augmentant la production du véhicule et du personnel de conduite dans le temps (productivité égale production divisée par temps de production).
Ce type d'entrepôts massificateurs, stockeurs, est généralement mis en place par des grossistes.
Si le passage par l'entrepôt ne nécessite pas la constitution d'un stock (c'est le cas de la « messagerie »), le passage à quai unique est aussi dénommé « cross-docking ». L'opération consiste à décharger des marchandises collectées, à les trier rapidement, et à les recharger immédiatement sur les véhicules de livraisons.
Ce type particulier d'entrepôts est généralement mis en place par des transporteurs routiers de marchandises.

##### Influence des métiers hébergés par l’entrepôt
Le métier exercé par l'entrepôt et la filière (type de marchandises stockées), détermine aussi la configuration des entrepôts.
- Si le produit est volumineux et / ou doit être stocké longtemps, l'entrepôt sera plus grand ;
- Si l'entrepôt reçoit ou expédie de nombreux véhicules, il devra disposer de nombreuses portes et de nombreux quais de réception et d'expéditions ;
- S'il a pour objet de stocker des marchandises sur palettes, il devra être plus élevé ;
- Si les palettes sont empilables les unes sur les autres (gerbables) sans être positionnées en palettier (ou rack), il devra disposer de grandes surfaces au sol pour les recevoir.

#### Construction

##### Détermination du lieu de la construction
La détermination de la taille, du nombre d'entrepôts et leur localisation approximative sur une surface finie structure un espace « global » (généralement à la dimension du continent ou du pays). Déterminer précisément leur position nécessite d'examiner précisément les espaces « locaux », c’est-à-dire jusqu'à l'échelle de la commune.
L'examen de l'environnement portera plus précisément sur les données suivantes :
- La « desserte » pour l'accès des marchandises (chemins de fer, infrastructures routières, aéroports) et des personnes (transports en commun) ;
- La proximité et l'abondance de main d’œuvre et sa qualification, si elle est jugée nécessaire ;
- Le coût des charges, des taxes et des impôts locaux, régionaux ou nationaux. Leur montant plus élevé qu'ailleurs conduit soit à ne pas implanter l'entrepôt, soit à le délocaliser ;
- La proximité des ressources (énergie, carburants, fournisseurs de machines…) et des infrastructures (gares, hôtellerie, postes, accueil des familles, écoles…) ;
- La proximité des entreprises dont les métiers sont complémentaires (intégration horizontale) ou la proximité d'entreprises participant au même métier (clients ou sous-traitants potentiels : intégration verticale) ;
- La distance au marché, c’est-à-dire aux lieux de consommation ;
- La disponibilité de marchandises à proximité, pour recharger les camions, dans le sens du retour ;
- Le coût du terrain et le coût de la construction ;
- Les risques (sociaux, environnementaux, politiques…)

L'ensemble de ces facteurs conduira finalement au « moins mauvais choix », selon l'importance accordée à l'un ou l'autre facteur, et explique qu'une décision d'implantation peut ne pas paraître parfaitement rationnelle du point de vue de la gestion des flux, mais présenter d'autres avantages pour les actionnaires ou les salariés.
Tous ces facteurs peuvent conduire à des décisions de délocalisation ou de rapatriement des activités logistiques, à leur externalisation ou à leur appropriation par le producteur, l'industriel ou le commerçant.

##### Décision de construction
Les travaux de réflexion, comme les travaux de construction peuvent être décidés autant par :
- le producteur, l'industriel ou le commerçant (le « chargeur »)

Il s'agit pour le producteur, l'industriel ou commerçant de conserver la maîtrise de ses opérations logistiques. Dans ce cas, le chargeur tentera d'optimiser le coût de sa logistique par l'organisation de sa production (taille des lots de production, moment de produire…) et par ses conditions générales de ventes (tarifs à la quantité commandée / livrée, promotions annuelles…) 
- le prestataire logistique

Il s'agit pour le prestataire logistique de gérer les flux logistiques pour un client ou un ensemble de clients. Dans ce deuxième cas, le prestataire logistique tentera de réduire ses prix de revient d'une part en conseillant le chargeur, d'autre part en massifiant les flux, donc en mutualisant les flux de plusieurs clients en amont, ou ceux de plusieurs destinataires, en aval, créant alors des synergies.

##### Réalisation des travaux de construction
La réalisation de la construction elle-même est prise en charge, à la demande ou par anticipation, par des investisseurs immobiliers, par des architectes, ou par le maître d'ouvrage lui-même. Lorsque ces opérations sont conduites pas des organismes purement financiers, la notion de spéculation à la hausse de la demande est proche.

### Modes de transport
Le transport est la deuxième composante prise en compte dans la détermination d'une infrastructure logistique, pour les raisons principalement liées 
-à son prix de revient,
-au temps d'indisponibilité des marchandises pendant leur transport
-aux implications de chaque « rupture de charge »,
-à la part de risque qu'il supporte, dans l'évaluation de la « qualité totale », dans l'évaluation de la performance de la chaîne logistique.

L'offre de transport quant à elle est multiple, au regard :
-des moyens qu'elle met en œuvre,
-des voies de communication qu'elle utilise,
-de la taille des entreprises qui effectuent la prestation de transport.

Le choix du moyen de transport est par conséquent stratégique et fait partie de la décision globale d'implantation d'une infrastructure logistique, qui inclut déjà le nombre, la position géographique, les dimensions, et la typologie des entrepôts.

#### Coût de revient

##### Part du prix de transport dans le PIB mondial
La part du prix du transport dans le coût de revient total de la chaîne logistique a été évalué par l'Organisation mondiale du commerce (O.M.C.) dans le document « Référence Résolution de l'IRU - Pas de commerce sans transport routier - adoptée à l'unanimité par l'Assemblée Générale de l'IRU - le 4 novembre 2005 à Genève ». 
Résolution de l'IRU sur l'agenda de l'OMC pour le développement : 
« Le transport est un moteur essentiel du progrès économique et social. Il déplace des marchandises et des personnes et contribue à la performance des services dans le monde. 
Le secteur de la logistique participe à hauteur de quelque 6 % au PIB mondial avec une valeur totale des opérations de logistique excédant largement 10 % du commerce mondial. Par conséquent, la contribution des activités logistiques nationales et internationales, qui assurent la mobilité des marchandises sur la planète, s’élève à plus de 2 000 milliards de dollars US (2004).
Le transport de marchandises par route représente la part du lion dans la chaîne logistique, qu’il soit considéré seul ou dans le cadre des opérations multimodales. Au niveau mondial, les camions transportent quelque 80 % du fret sur routes terrestres.
Ainsi, toute mesure de facilitation du transport routier a un impact bénéfique et durable sur le progrès économique et social et le bien-être des nations. »

##### Modes de calcul du coût du transport
Le coût de revient du transport peut être exprimé :
- au kilomètre parcouru ;
- au poids ou au volume transporté ;
- au nombre de contenants (colis, palettes) transportés ;
- au poids - kilomètre transporté (généralement à la tonne-kilomètre).

Pour des distances et des poids transportés élevés (mais aussi pour la quantité de carburant et de gaz à effet de serre émis), l'ordre de performances au regard du prix de revient, des différents modes de transport sera généralement le suivant :
- Transport maritime ou fluvial ;
- Transport ferroviaire ;
- Transport routier ;
- Transport aérien.

En ce qui concerne la vitesse, l'ordre est inverse.

#### Qualité du transport
La « qualité » du transport recouvre plusieurs notions, plus ou moins maîtrisables :
- La durée du transport, qui n'est maîtrisable qu'en choisissant un mode de transport différent ou en anticipant sur d'éventuels aléas (grèves, travaux, aléas climatiques..). La durée de la rupture de charge (définie plus bas) est incluse dans le « délai de livraison » ;
- La capacité à maintenir la marchandise transportée en bon état (ni détérioration, ni vol…) ;
- Les impacts environnementaux (fragmentation écologique, roadkill, émissions de gaz à effet de serre, ou pollution induite par le cycle de vie du véhicule). Divers labels (EMAS, ISO 14001...) intègrent la qualité environnementale, et l'amélioration continue.

#### L'offre de transports et les infrastructures
La pertinence d'un choix de transport dépend de la marchandise, du degré d'urgence de la livraison et du coût du transport, pesé au regard des deux points précédents. L'absence ou l'inefficacité relative ou temporaire des infrastructures nécessaires impose parfois de choisir une alternative moins favorable. L'offre de transport est donc à considérer dans son contexte spatial et temporel. 
Par exemple, 
Le transport maritime ou fluvial nécessite de vérifier la capacité des ports à effectuer les transbordements ;

Le transport aérien nécessite de vérifier la capacité de l'aéroport à gérer le trafic.

Le logisticien évalue le coût d'utilisation des infrastructures, leur disponibilité et les alternatives possibles en cas de défaillance.

### Ruptures de charges
La rupture de charge est un moment pendant lequel la marchandise change de lieu. Elle s'accompagne souvent d'un « transfert de responsabilités », c’est-à-dire qu'elle change au même moment de garde.
Cette rupture de charge intervient généralement au moment du chargement, du changement de moyen de transport, ou au moment de son déchargement. 

#### Vulnérabilité de la rupture de charge
Le moment de la rupture de charge est crucial dans l'organisation de la chaîne logistique et dans sa performance globale pour les raisons qui suivent :
-moment favorable pour constater la qualité la quantité et la valeur réelle des marchandises vendues, échangées ou transbordées, pour les autorités (douane), comme pour les vendeurs, les clients et les prestataires logistiques ;
-action qui coûte en ressources (main d'œuvre, systèmes d'informations, moyens de manutention…) ;
-rupture qui immobilise la marchandise et la rend indisponible pour un nouveau transport (transport multimodal), sa transformation ou sa commercialisation ;
-occasion de détérioration ou de détournement, parce qu'elle est transbordée, manipulée, qu'elle peut changer de température (voir chaîne du froid), et que sa durée peut entraîner des pertes de marchandises (transport d'animaux vivants, type poissons d'aquarium).

#### Importance de la rupture de charge
Le temps de la rupture de charge est stratégique. C'est pourquoi dans tous les pays du monde, les organisations syndicales chercheront de préférence à maîtriser les postes de travail responsables d'effectuer ces chargements et ces déchargements, d'autant plus que la marchandise transférée est d'importance stratégique (carburants, énergie…) pour le destinataire.
La maîtrise de ce point est facilitée si la rupture de charge nécessite l'utilisation de machines nécessitant des aptitudes particulières et une formation particulière, si elle est réglementée, ou encore si elle présente des dangers particuliers, c’est-à-dire si la technicité du poste est importante.
Dans ce cas, quelques personnes peuvent facilement établir un rapport de force qui leur est favorable (gruttage, pour le transfert de conteneurs dans les gares, dockers pour le transbordement maritime, techniciens, pour le dépôtage du gaz, dans les ports…) puisqu'elles sont en mesure d'exercer des pressions fortes sur l'alimentation en énergie de tout un pays ou d'un continent, alors que la maîtrise des moyens de transport ou des entrepôts nécessite de mobiliser plus d'individus.
Cette vulnérabilité mise fréquemment à profit, en France, par les organisations syndicales, explique pour une grande part, la désaffection des entreprises pour l'utilisation des ports normands, bretons et provençaux (Le Havre, Nantes, Brest, Marseille, La Ciotat…) alors qu'ils assuraient la prospérité de nombreuses régions, et sa désaffection actuelle pour le transport multimodal rail-route (ferroutage).
Par exemple, Blandine Hénault, dans La Tribune, indique, le 2 avril 2007 « Le conflit social du Port autonome de Marseille pourrait avoir laissé des traces profondes dans la confiance des clients armateurs. Après dix-huit jours de conflit qui ont paralysé l'activité du port, et dix-huit mois après les mouvements de grève de 2005, l'instabilité sociale constitue un handicap de taille dans le développement du port de Marseille, tombé de la deuxième à la quatrième place en Europe en termes de trafic depuis les années 1980. »

#### Impact des ruptures de charge sur les choix logistiques
En conclusion, la rupture de charge et sa qualité sont finalement fortement dépendantes des politiques des états et des stratégies socio-économiques en pratique dans les entreprises. Ainsi, la décision de construire un type de système logistique prendra aussi en compte le nombre de ruptures de charges, et leur vulnérabilité. Elle tendra à en réduire autant que possible le nombre, le coût, la durée et la technicité.

## Détermination d’un réseau logistique et rationalité des décisions
Les exposés précédents mettent en évidence les facteurs rationnels et irrationnels qui conduisent au choix d'un système logistique (entrepôts, moyens de transport, ruptures de charges). Mais d'autres éléments peuvent peser ou infléchir la décision finale :

### Poids du passé
Les habitudes de travail sont difficiles à changer : Toute modification d'une organisation existante s'oppose à la « résistance au changement ».

### Effets d’aubaine, Effet de mode et spéculation
Ces effets affectent le prix du foncier (le terrain qui sera utilisé pour construire les entrepôts). La décision d'implantation ou de construire peut être fortement conditionnée par des considérations financières qui peuvent relativiser les démonstrations du strict intérêt logistique de s'installer ou construire ici ou là .

### Coût social et image de marque
Modifier une organisation logistique existante (déplacement d’un entrepôt, changement d'un mode de transport, par exemple) peut occasionner un coût social (licenciements, embauches) très élevé . En outre, ces restructurations et leurs conséquences sociales peuvent entraîner un préjudice grave à l'image de marque de l'entreprise (conflits du travail).

### Contraintes fiscales et administratives
La fiscalité locale (sur les capitaux, les revenus, sur les infrastructures et sur le travail), comme les facilités accordées par les administrations locales pour l'installation et la gestion au quotidien, leur efficacité (ANPE par exemple) peut enfin déterminer d'implanter ou non un site logistique dans une circonscription géographique donnée.

### Politiques et Collectivités locales
La volonté des élus locaux peut également jouer dans un sens ou dans l'autre.
-L'implantation de sites logistiques peut déplaire à la population, dans la mesure où elle peut entraîner des nuisances : passage de camions, bruits, troubles du voisinage, stockage de matières dangereuses (ou plus généralement de matières réglementées)
-Mais elle peut aussi séduire, dans la mesure où elle va favoriser la création d'emplois directs (manutentionnaires, cadres, routiers…) et d'emplois indirects (sous-traitants, entreprises de construction, entreprises de nettoyage…) donc accroître la population et finalement entraîner la demande de services publics (écoles, transports en commun, bureaux de poste…)

### Erreur d’appréciation, Erreur de prévision
Nous avons vu que la modélisation d'un système logistique est forcément imparfaite, parce que les paramètres d'entrée sont innombrables. Le poids qui leur est accordé aussi, est relatif. Et l'avenir peut-être imprévisible (instabilité des marchés financiers, fragilité de la consommation, innovation rendant les produits obsolète, instabilité sociale, instabilité politique…). Tout ceci constitue un cocktail de raisons favorable à l'erreur d'appréciation.

### La part du risque
Tous ces facteurs, et il en existe d'autres, conduisent finalement à une décision, la « moins mauvaise », résultat d'appréciations, qui s'appuie sur des données objectives, en grand nombre, mais aussi, nous l'avons vu, sur de nombreuses données purement subjectives.